# Love Buzz
Love Buzz — песня голландской рок-группы Shocking Blue, написанная лидером группы Робби ван Леувеном и впервые записанная в 1969 году на альбоме At Home.

### Версия Nirvana
Песня неоднократно использовалась в кавер-версиях других исполнителей. В частности, она стала заглавной композицией на первом сингле гранж-группы Nirvana, вышедшем в США под тем же названием на лейбле Sub Pop Records в 1988 году. Затем «Love Buzz» в несколько изменённой версии прозвучала и на дебютном альбоме группы — Bleach, вышедшем в 1989 году. В британском издании альбома песня была заменена композицией Курта Кобейна «Big Cheese» и появилась в Великобритании лишь в конце того же года на EP Blew.

### Список композиций
| №  | Название    | Автор(ы)         | Длительность |
| -- | ----------- | ---------------- | ------------ |
| 1. | «Love Buzz» | Робби ван Леувен | 3:35         |

| №  | Название     | Автор(ы)    | Длительность |
| -- | ------------ | ----------- | ------------ |
| 1. | «Big Cheese» | Курт Кобейн | 3:42         |